# Xystreurys liolepis
Xystreurys liolepis är en fiskart som beskrevs av David Starr Jordan och Charles Henry Gilbert, 1880. Xystreurys liolepis ingår i släktet Xystreurys och familjen Paralichthyidae. IUCN kategoriserar arten globalt som livskraftig. Inga underarter finns listade i Catalogue of Life.